# ویتهال (اوهایو)
ویتهال(به انگلیسی: Whitehall) شهری در ایالت اوهایو کشور ایالات متحده آمریکا است که جمعیت آن در سرشماری سال ۲۰۱۰ میلادی، ۱۸٬۰۶۲ نفر بوده‌است.